# Alexander Fleming
Sir Alexander Fleming (Lochfield kod Darvela, 6. kolovoza 1881. – London, 11. ožujka 1955.), škotski biolog.
Otkrio je antibiotsku supstancu lisozim i izolirao je antibiotik penicilin iz gljivice Penicillium notatum, za što je dobio 1945. godine Nobelovu nagradu.

## Životopis
Fleming je rođen na farmi u Lochfieldu blizu Darvela u East Ayrshire, Škotska, a školovan je na akademiji u Kilmanrocku. Poslije je studirao u St. Mary's Hospitalu u Londonu do početka Prvog Svjetskog Rata. Bivši izložen infekcijama umirućih vojnika vratio se u St. Mary's gdje je radio na poboljšanju i otkriću bolje antisepse.
Oba Flemingova otkrića dogodila su se slučajno za vrijeme 1920-ih. Prvo, lisozim otkrio je 1922. nakon što je kihnuo u inficiranu Petri-zdjelicu. Nekoliko dana kasnije otkrio je da je već raspadnuta bakterija počela nestajati.
Flemingovi laboratoriji bili su u neredu što mu se pokazalo kao prednost. Kada je 15. rujna 1928. pregledavao laboratorij otkrio je čudnu pojavu. Naravno svaki eksperiment bi pomno pregledao prije bacanja i primijetio je gljivičastu koloniju u jednoj od zdjelica punom bakterije Staphylococcus aureus. Fleming je pomnije proučio koloniju i primijetio da su stanice imale citolizu. Citoliza je dijeljenje stanica, a u ovom slučaju to je bila citoliza potencijalno vrlo štetne bakterije. Važnost je odmah prepoznata, no otkriće je ipak podcijenjeno. Fleming je izdao članak o penicilinu u British Journal of Experimental Pathology1929.
Fleming je radio s tim, no rasti i uzgajati ga bio je posao više priklonjen kemičarima. Flemingov zaključak bio je taj da, zbog neučinkovitosti proizvodnje lijeka i sporog djelovanja lijek neće biti učinkovit u medicini. Još uz to njegovi spisi nisu pravilno stigli u Medicinski institut. Fleming je iz tih razloga prestao s radom na penicilinu. Ostavljeno ja za druga dva znanstvenika;  Sir Howard Walter Florey i Ernst Boris Chain su usavršili penicilin u djelotvornu formulu. To su i uspjeli i njihovo usvršavanje prouzročilo je masovnu proizvodnju za vrijeme Drugog Svjetskog Rata. 
Zbog dostignuća titulu Sir dobio je 1944. Fleming, Florey i Chain su 1945. bili ti koji će dobiti Nobelovu nagradu za fiziologiju i medicinu. Florey je poslije dobio više počasti zbog svog zalaganja u stvaranju penicilina tako spasivši milijune života u Drugom Svjetskom Ratu.
Fleming je bio dugogodišnji član Umjetničkog Kluba Chelsea, privatnog kluba za umjetnike svih žanrova osnovanog 1891. na prijedlog slikara Jamesa McNeila Whistlera. Fleming je bio odan klubu sa svojim bakterijskim crtežima, koje su nacrtane sa sporama različitih bakterija. Bakterije su bile nevidljive dok ih je crtao, no poslije su sjale u blještavim bojama.
Serratia marcescens - crveno

Chromobacterium violaceum - ljubičasto

Micrococcus luteus - žuto

Micrococcus varians - bijelo

Micrococcus roseus - rozo

Bacillus sp. - narančasto
Fleming je preminuo 1955. od srčanog udara u 73. godini života. Pokopan je kao nacionalni heroj u Katedrali Sv. Petra u Londonu. Njegovo otkriće penicilina promijenilo je svijet moderne medicine i antibiotika.

## Vanjske poveznice
- Nobelova nagrada - životopis (engl.)